# Inversion (Diskrete Mathematik)
In der diskreten Mathematik bezeichnet die Inversion eine Koordinatentransformation zwischen verschiedenen Zahlenfolgen. Eine wichtige Klasse dieser Koordinatentransformationen ist die Binomialinversion.

## Inversionsformel
Seien {\displaystyle p_{0},p_{1},\ldots ,} und {\displaystyle q_{0},q_{1},\ldots ,} zwei Folgen von Polynomen mit {\displaystyle \operatorname {Grad} (p_{n})=\operatorname {Grad} (q_{n})=n}. Das heißt, die Menge {\displaystyle p_{0},\ldots ,p_{n}} und die Menge {\displaystyle q_{0},\ldots ,q_{n}} bilden jeweils eine Basis des Vektorraums aller Polynome vom Grad kleinergleich {\displaystyle n}. Mit Hilfe der Inversionsformel kann jedes {\displaystyle q_{n}} eindeutig durch {\displaystyle p_{0},\ldots ,p_{n}} beziehungsweise jedes {\displaystyle p_{n}} eindeutig durch {\displaystyle q_{0},\ldots ,q_{n}}ausgedrückt werden. Das heißt, es gibt eindeutig bestimmte Koeffizienten {\displaystyle a_{nk}} und {\displaystyle b_{nk}} mit
{\displaystyle q_{n}(x)=\sum _{k=0}^{n}a_{nk}p_{k}(x)}
beziehungsweise mit
{\displaystyle p_{n}(x)=\sum _{k=0}^{n}b_{nk}q_{k}(x)\,.}
Die Koeffizienten {\displaystyle a_{nk}} und {\displaystyle b_{nk}} heißen Zusammenhangskoeffizienten. Setzt man  {\displaystyle a_{nk}=b_{nk}=0} für {\displaystyle n<k}, dann erhält man zwei (unendlich große) Dreiecksmatrizen, die zueinander invers sind. Sei also {\displaystyle A=(a_{ij})} und {\displaystyle B=(b_{ij})} dann gilt {\displaystyle A=B^{-1}}. Aus diesem Grund gilt für alle Zahlenfolgen {\displaystyle u_{1},u_{2},\ldots } und {\displaystyle v_{1},v_{2}\ldots }:
{\displaystyle v_{n}=\sum _{k=0}^{n}a_{nk}u_{k}\Longleftrightarrow u_{n}=\sum _{k=0}^{n}b_{nk}v_{k}\,.}

## Beispiel
Über dem Vektorraum der Polynome bis zum Grad n stellen sowohl die Monome {\displaystyle 1,x,x^{2},...,x^{n}} als auch die Polynome {\displaystyle 1,x-1,(x-1)^{2},...,(x-1)^{n}} eine Basis dar. Jedes Polynom aus der ersten Folge kann also als Linearkombination der Polynome der zweiten Folge dargestellt werden, und umgekehrt. Die Inversionsformeln dazu lauten
{\displaystyle (x-1)^{n}=\sum _{k=0}^{n}{n \choose k}(-1)^{n-k}x^{k}}
und
{\displaystyle x^{n}=\sum _{k=0}^{n}{n \choose k}(x-1)^{k}\,.}
Dies ist ein Beispiel der Binomial-Inversion. Allgemein gilt für alle Familien {\displaystyle u_{1},\ldots u_{n}} und {\displaystyle v_{1},\ldots ,v_{n}}, dass 
{\displaystyle u_{n}=\sum _{k=0}^{n}{\binom {n}{k}}(-1)^{n-k}v_{k}\Longleftrightarrow v_{n}=\sum _{k=0}^{n}{\binom {n}{k}}u_{k}}.